# The Saint Paul Hotel
El Hotel Saint Paul es un hotel emblemático en el centro de Saint Paul, Minnesota, Estados Unidos. Fue construido en 1910 con vistas a Rice Park  durante la "Primera Gran Edad" de la construcción de rascacielos.  de estilo renacentista fue uno de los edificios más destacados de St. Paul en su época y fue apodado "St. Paul's Million-Dollar Hotel". Operó durante 69 años antes de cerrar en 1979 debido a la disminución del negocio. Fue renovado y reabierto en 1982. Fue incluido en el programa de Hoteles Históricos de América del National Trust for Historic Preservation en 1991.

## Construcción
Su ubicación, en la esquina de W. 5th St. y St. Peter St., había acogido un hotel desde que se construyó allí Greenman House de 60 habitaciones en 1871. Después de ser destruido por un incendio siete años más tarde, fue reemplazado por el Windsor más grande, que funcionó hasta unos años antes de que fuera demolido para dar paso al Hotel Saint Paul. 
Lucius Pond Ordway había estado negociando sin éxito durante tres años para construir un nuevo hotel moderno en St. Paul. Ordway era en ese momento el presidente de la incipiente Minnesota Mining and Manufacturing Company (ahora 3M). Se llegó a un acuerdo en 1908 cuando Ordway ofreció financiar el hotel con $ 1 millón de su propio dinero si la comunidad igualaba la inversión. El slar estaba valorado en $ 250,000, que se transfirió a Ordway como parte de la contribución equivalente. Se esperaba que el edificio en sí costara $ 1 millón,  y el mobiliario otro cuarto de millón.
Se afirmó que el hotel era "absolutamente a prueba de fuego". Se excavó un rathskeller debajo del edificio, tallado en la piedra arenisca de color blanco que subyacía en el sitio. Tiene una estructura de acero con un revestimiento exterior de ladrillo y piedra caliza. La mayoría de los nueve pisos inferiores son de color marrón claro y la mayoría de los cuatro pisos superiores son blancos.
Fue diseñado por el entonces estudio de arquitectura local de Reed and Stem. Stem era un arquitecto consumado y Reed un ingeniero que se asoció en 1890. Más tarde estuvieron involucrados en muchos proyectos importantes, incluida la estación Grand Central de Nueva York. El crítico de arquitectura Larry Millett describió que el edificio parecía pesado en la parte superior debido a la "gran cornisa" en la parte superior del edificio. Otros críticos destacaron la arquitectura Beaux-Arts y las tres zonas del hotel con los primeros pisos revestidos de piedra, una sección media de terracota y la cornisa descrita como "llamativa" y "que sobresale precipitadamente".The Saint Paul Hotel
Abrió en 1910. En la edición de 1919 de The Encyclopedia Americana, fue llamado uno de los edificios más notables de St. Paul de la década, junto con la Biblioteca Pública de Saint Paul. Cada una de las 300 habitaciones incluía un baño privado y todas las habitaciones tenían una vista exterior de una calle principal o Rice Park. Tiene once pisos y está construido en un terreno elevado. En el momento de su inauguración, se dijo que la vista del valle de Misisipi, desde su techo, era mejor que desde cualquier otro lugar excepto la cúpula del Capitolio del Estado de Minnesota. Se inauguró con una ceremonia formal de dedicación celebrada el 18 de abril a la que asistieron cientos de ciudadanos prominentes, incluidos dos gobernadores y varios presidentes de ferrocarriles transcontinentales, incluido James J. Hill.
Incluso antes de su finalización a principios de 1910, 10,600 cuadrados pies (980 m   se inició la adición. El anexo de tres pisos se construyó para albergar "salas de muestra" para los representantes de ventas que viajaban, y fue una innovación única que separó estas habitaciones del hotel principal y las terminó especialmente para este uso. Las habitaciones funcionaban como una habitación de hotel normal para el vendedor, pero con un área de exhibición que se usaba para mostrar sus productos a los comerciantes locales.
La ubicación del hotel en una intersección brindaba una vista espectacular del edificio al viajar hacia el oeste por la 5th. La antena de la primera estación inalámbrica de la región estaba en el techo al igual que un jardín en la azotea.

## Cierre y reapertura
Debido a la mala ocupación, cerró en 1979. Con el apoyo del liderazgo cívico,  fue remodelado y reabierto en 1982. En ese momento, la entrada principal se trasladó desde el este, en las calles 5th y St. Peter hacia el oeste frente a Rice Park. Mientras la renovación estaba en curso, el Ordway Center for the Performing Arts, llamado así por una donación de la familia de Lucius Pond Ordway, se construyó frente al Rice Park y el hotel. La renovación estuvo a cargo del estudio de arquitectura Hammel, Green and Abrahamson. Está conectado por vías aéreas con Landmark Towers adyacentes, un edificio residencial y de oficinas de 25 pisos, y The Lowry, un edificio de oficinas de 14 pisos. A partir de 2021, el hotel tenía 255 habitaciones y suites.

## Huéspedes célebres
En el primer año incluyeron al entonces expresidente Theodore Roosevelt  y al actual presidente William Howard Taft, quienes asistieron a una reunión del Congreso Nacional de Conservación allí en septiembre para discutir el manejo futuro de los recursos naturales de la nación.  El segundo año vio un "Monster Democratic Pow Wow" presentado por William Jennings Bryan.
En las décadas de 1920 y 1930, Leon Gleckman, conocido como el "Al Capone de St. Paul", mantuvo una suite en el hotel como sede comercial. Mike Malone, un funcionario del Departamento del Tesoro de los Estados Unidos que observaba sus actividades, también alquiló una habitación.
Gene Autry fue un invitado de una semana en 1947, Luciano Pavarotti, George W. Bush y Bill Clinton se quedaron allí al igual que el candidato presidencial John F. Kennedy en 1960 cuando habló en el Grand Ballroom a 500 personas, con 17,000 adicionales en el calles afuera. Durante su visita de 2011 a Minnesota, el rey Harald V y la reina Sonja de Noruega se hospedaron en el hotel.
Lawrence Welk tocó en el hotel al principio de su carrera en 1937.

## Preservación
Una propuesta de 1987 de la ciudad para albergar los Juegos Olímpicos de Verano de 1996 en Twin Cities decía que "el famoso Saint Paul Hotel es otro ejemplo importante de hermosa conservación", lo que contribuye a que la ciudad sea un "modelo nacional para la conservación de una gran arquitectura histórica".